# Sarah Laddová

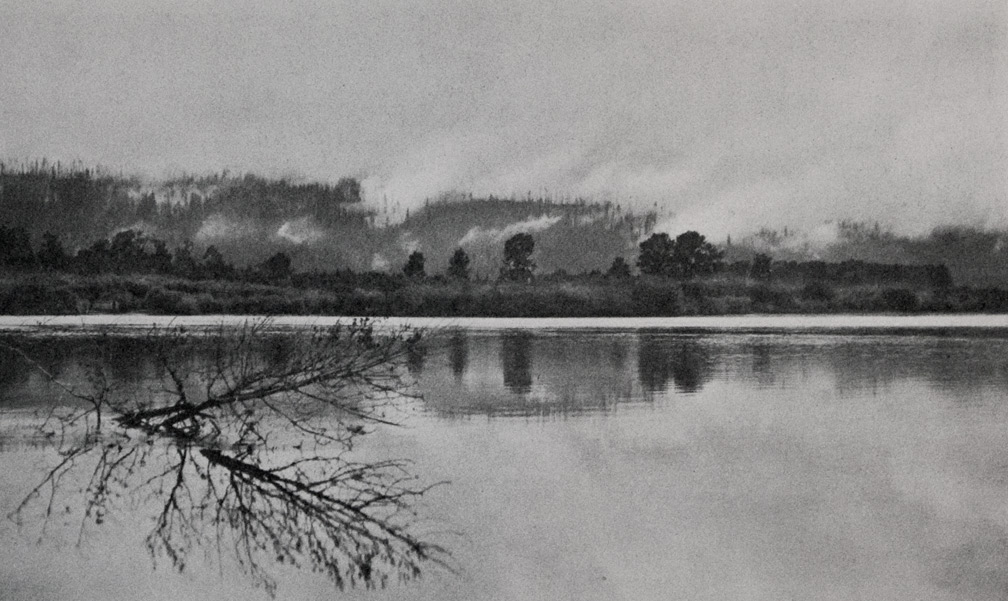
Brzké ráno nad Vancouverem, publikováno v Pacific Monthly, roč. 14 č. 1, 1905

Sarah Hall Laddová (nepřechýleně Ladd; 13. dubna 1860 – 30. března 1927) byla americká piktorialistická fotografka a fotografka krajin z počátku 20. století.

## Život a dílo
Laddová se narodila jako Sarah L. Hall v Somerville, Massachusetts svému otci Johnu Gillovi a matce Sarah Hall Cushingové. O jejím dětství je toho známo jen velmi málo.
Dne 7. září 1881 se provdala za Charlese E. Ladda, který se živil jako podnikatel na západním pobřeží a byl synem starosty Williama S. Ladda v Portlandu (Oregon). Po svatbě se se svým novým manželem přestěhovala do Portlandu a začal žít finančně zajištěným a pohodlným životem v domě u řeky Willamette.
Není známo, jak Laddová začala zajímat o fotografii, nebo zda měla formální vzdělání. V každém případě se v září 1899 stala členkou oregonského Oregon Camera Clubu a počátkem roku 1901 byla řada jejích děl vystavených v San Franciscu.
V roce 1902 se o ní dozvěděl newyorský fotograf Alfred Stieglitz, který založil spolek Fotosecese - skupinu amerických fotografů, kteří pracovali na podpoře piktorialismu - a Laddovou přijal jako čestnou členku. Není však známo, jak se o ní dozvěděl, nebo jak mohl nějaké její fotografie spatřit.
V roce 1903 podnikla delší cestu po řece Columbii se svou přítelkyní a kolegyní fotografkou Lillyí Whitovou na soukromém hausbótu Raysark, který obsahoval na palubě vlastní temnou komoru. Některé její nejznámější fotografie řeky byly součástí výstavy v roce 2008 v Portlandském muzeu umění "Wild Beauty: Photographs of the Columbia River Gorge, 1867-1957".
Laddová byla považována za úspěšnou a velmi renomovanou fotografku počátku 20. století, celá řada jejích fotografií byla publikována v magazínu Pacific Monthly (který založil její manžel). Asi po roce 1904 Laddovou zaměstnávaly nefotografické záležitosti. Asistovala svému manželovi s přípravami na Portlandskou výstavu v roce 1905 Lewis and Clark Centennial Exposition. V roce 1910 se Laddovi přestěhovali do Carltonu v Oregonu, poté co se Charles stal prezidentem společnosti Carlton Consolidated Lumber Company. Díky tomu také Laddová vystavila čtrnáct fotografií v roce 1915 na výstavě Panama-Pacific International Exposition v San Francisku.
Laddová se v roce 1911 stala členkou hnutí Christian Science. Poté, co v roce 1920 zemřel její manžel, přestěhovala se na konci roku 1924 do Carmelu (Kalifornie) ke své dlouholeté přítelkyni Lily Whitovové. Laddová zemřela v Carmelu dne 30. března 1927.